# Ибн Йа’иш
Ибн Йа’и́ш (араб. ابن يعيش‎), также известный как Ибн ас-Са́ни’ (ابن الصانع‎) — арабский филолог и грамматист.
Ибн Йа’иш родился 28 сентября 1158 года (3 рамадана 553 года по хиджре) году в городе Алеппо. Обучался у кадия Абу Саада ибн Абу ’Асруна, Абуль-Хасана ат-Тарсуси и Яхъи ас-Сакафи, изучал грамматику у Абу-с-Саха аль-Халяби, Абу-ль-Аббаса аль-Магриби и Джалиса аль-Кинди в Дамаске. Ибн Йа’иш является автором трудов по арабскому языку, его учениками были многие выдающиеся учёные, в том числе Ибн Халликан.
Ибн Йа’иш скончался 18 октября 1245 года (25 джумада аль-уля 643 года по хиджре) в Алеппо.